# Xiaolu Guo
Xiaolu Guo (Zhe Jiang, 1973) è una scrittrice e regista cinese.
(Xiaolu Guo)

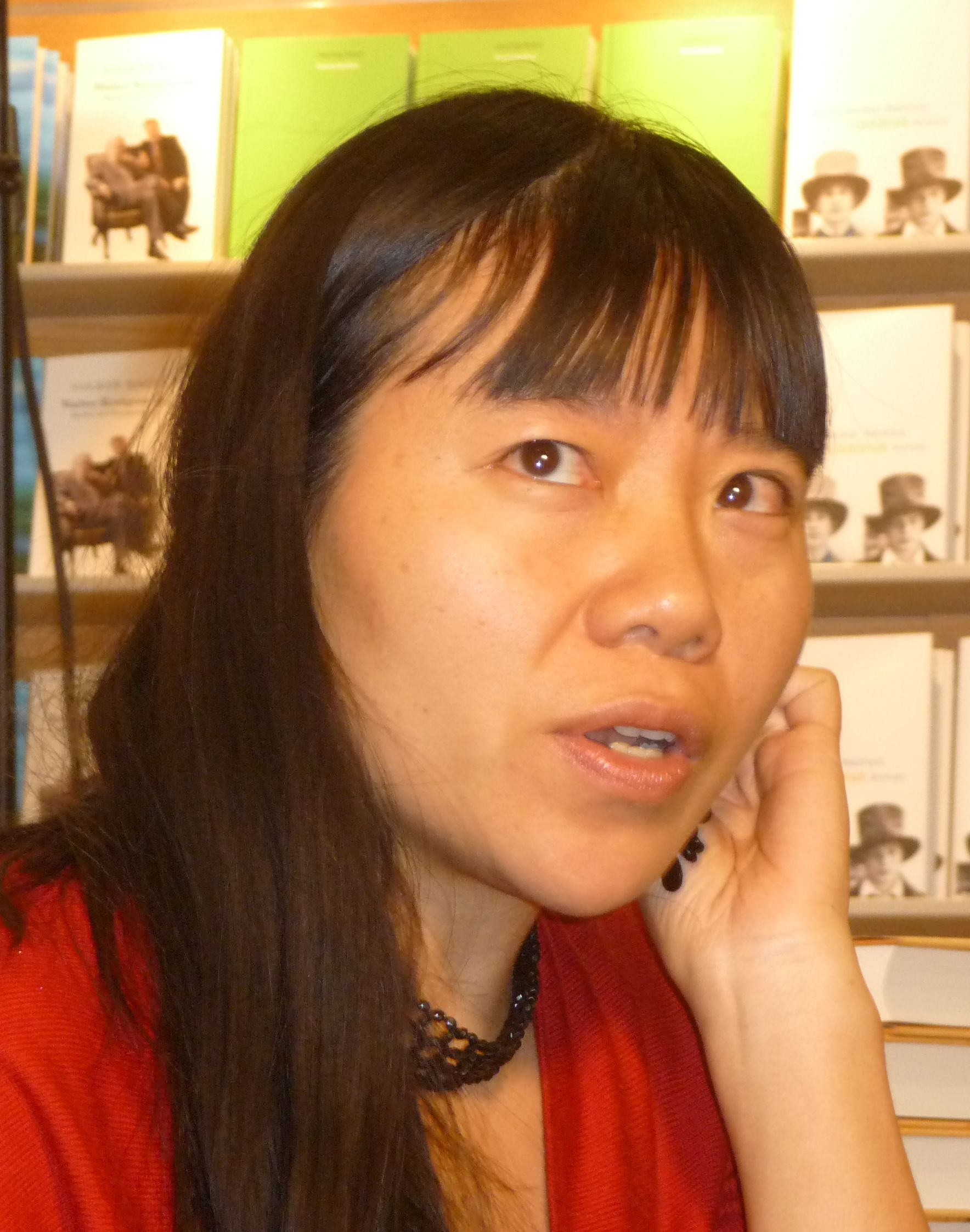
Xiaolu Guo, Francoforte 2007

Grande sostenitrice della poesia non solo come semplice forma di scrittura ma come modo di approcciarsi alla vita, comincia la sua carriera di scrittrice a 15 anni, quando viene pubblicato il suo primo libro.
Seguono altri scritti e raccolte di poesie, fino a quando incomincia a farsi conoscere da critica e pubblico per libri come Village of Stone (2004) e Piccolo dizionario cinese-inglese per innamorati (2007).
Oltre alla scrittura si interessa anche di cinema creando piccoli cortometraggi e veri e propri film, tra i quali How is your fish today? (2007) e She, a Chinese (2009), quest'ultimo vincitore del Pardo d'Oro al festival di Locarno.
Attualmente continua a scrivere e tiene conferenze in Europa, Stati Uniti ed Asia.

## Opere
- Village of Stone (2004)
- A Concise Chinese-English Dictionary For Lovers (2007)
- Fragments of a Ravenous Youth (2008)
- UFO in Her Eyes (2009)
- I Am China (2014)

## Opere tradotte
- Piccolo dizionario cinese-inglese per innamorati - Rizzoli, 2007 ISBN 9788817015257
- Il villaggio senza lacrime - Garzanti, 2010 ISBN 9788811681670
- La Cina sono io - Metropoli d'Asia, 2014 ISBN 9788896317525
- 20 frammenti di gioventù vorace - Metropoli d'Asia, 2015 ISBN 9788896317600

## Filmografia
- The Concrete Revolution (2004)
- How is your fish today? (2007)
- We Went to Wonderland (2008)
- She, a Chinese (2009)
- Once upon a time Proletarian (2009)